# Chiếc nhẫn của công chúa Anna
Chiếc nhẫn của công chúa Anna (tiếng Ba Lan: Pierścień księżnej Anny) là một phim giả tưởng do Maria Kaniewska đạo diễn, xuất bản ngày 2 tháng 4 năm 1971 tại Warszawa.

## Nội dung
Mùa hè thập niên 1960, có ba anh em Franek, Andrzej và Jacek dạo chơi gần phế tích một lâu đài Teuton, nơi đang diễn ra các hoạt động khảo cổ. Bỗng dưng chiếc xe hơi của họ bị kẹt trong ngục thất của di tích và dẫn ngược họ quay về thời điểm 1406. Những người trung đại thấy kẻ lạ mặt, bèn xông xáo tấn công và đuổi bắt bằng được.
Tại triều đình Janusz Mazowiecki, những hiện vật tương lai như xe hơi và điện thoại đã khơi dậy bao thán phục và hoài nghi.

## Kĩ thuật
Phim được quay chủ yếu tại khu di tích lâu đài Lidzbark Warmiński năm 1970<.

### Sản xuất
- Thiết kế: Wojciech Krysztofiak
- Phối trí: Leonard Mokicz
- Phục trang: Magdalena Biernawska-Teslawska, Jacek Bigoszewski
- Trang điểm: Maria Lasnowska, Jadwiga Swietoslawska
- Hòa âm: Józef Nosowicz, Stanislaw Piotrowski, Bogdan Wizner, Konrad Bryzek

### Diễn xuất
- Jerzy Matałowski − Franek
- Wiesława Kwaśniewska − księżna Anna Danuta / archeolog
- Krzysztof Stroiński − Andrzej
- Piotr Sot − Jacek
- Andrzej Szalawski − książę Janusz / archeolog
- Bogusz Bilewski - rycerz Hlawa
- Jerzy Braszka − Walek
- Emir Buczacki − komtur krzyżacki
- Tadeusz Kosudarski − Krzyżak
- Kazimierz Fabisiak − Kalep
- Bolesław Płotnicki − kapelan na dworze księcia Janusza
- Włodzimierz Nowak − Karol
- Michał Szewczyk − pachołek krzyżacki
- Jerzy Block − jeniec krzyżacki
- Stanisław Milski − Krzyżak
- Izabella Dziarska − Grażyna, dwórka księżnej Anny / archeolog Maryśka
- Tadeusz Schmidt − rycerz Powała
- Cezary Julski − ochmistrz krzyżacki
- Kazimierz Wichniarz − kucharz na dworze księcia Janusza
- Jan Kociniak − pachołek krzyżacki
- Bogdan Niewinowski
- Zofia Perczyńska